# Hasemania nana
Hasemania nana, conosciuto comunemente come  Tetra rame, è un piccolo pesce d'acqua dolce appartenente alla famiglia Characidae.

## Diffusione e habitat
Questa specie è diffusa nel bacino del fiume São Francisco, nello stato brasiliano di Minas Gerais. Abita le zone con densa vegetazione.

## Descrizione
Il Tetra rame presenta un corpo slanciato, leggermente compresso ai fianchi, con occhi grandi. È assente la pinna adiposa. La livrea è rosso ramata con riflessi dorati. Lungo i fianchi corre una linea nera orizzontale che si inspessisce nel peduncolo caudale e attraversa anche la pinna caudale, che alla radice vede anche due chiazze gialle, che sfumano in un rosso arancio. Le altre pinne sono tutte arancioni, con le punte bianche. La livrea maschile è tendente al ramato scuro, quella della femmina più sul giallo/verde.

Le dimensioni si aggirano tra 2,5 e 4 cm.

## Riproduzione
Depone uova scure di dimensioni molto minute.

## Alimentazione
Si ciba prevalentemente di insetti e larve.

## Acquariofilia
Unica specie del genere Hasemania ad essere studiata e conosciuta, gode di grande fama tra gli acquariofili di tutto il mondo.